# 大阪市電鶴町車庫
大阪市電鶴町車庫（おおさかしでんつるまちしゃこ）は、かつて大阪府大阪市大正区鶴町2丁目、および大阪市大正区鶴町4丁目にあった大阪市電の車庫。
初代鶴町車庫は鶴町2丁目に、2代目鶴町車庫は鶴町4丁目に存在した。

## 初代鶴町車庫
初代の鶴町車庫は、1922年（大正11年）9月に着工し、1923年（大正12年）4月に当時の大阪市西区鶴町（現在の大阪市大正区鶴町2丁目）に開設された。
建屋は4棟から構成され、単車にして204両が収容可能であった。ローカル線らしく四輪車の701型、及び2両連結された散水車の改造車751型などが配属されていたほか、近くにあった福町車両工場の修理車両、出入場車の一時預かりにも利用された。
1945年（昭和20年）6月1日にはアメリカ軍戦闘機B29による空襲（大阪大空襲）を受けて全焼したが、間もなく応急的に復旧された。
1954年（昭和29年）7月、大正区鶴町周辺地域の土地の嵩上げ工事のために廃止され、港車庫へ移転した。

## 2代目鶴町車庫
一旦廃止されて港車庫へ移転した鶴町車庫であるが、その後嵩上げ工事が完了したのを受けて、復活させることとなった。復活に際しては、位置が鶴町2丁目から路線終点の鶴町4丁目に変更され、1960年（昭和35年）2月に着工し、同年9月に再び開設された。この復活は、港車庫が市営地下鉄4号線（現・中央線）建設に際して用地の一部を供出し、縮小したことへの代替という側面もあった。2代目の開設に伴い、鶴町四丁目は鶴町車庫前に改称されている。
1967年（昭和42年）8月1日、鶴町線（鶴町車庫前・大運橋間）の廃止に伴い廃止された。跡地には大阪シティバス鶴町営業所（旧大阪市営バス）が開設されたほか、大阪市営住宅（大阪市営鶴町第一住宅、大阪市営鶴町第四住宅、大阪市営鶴町第六住宅）、及び鶴町北公園などが建設された。市営バス鶴町営業所の構内には1990年代前半まで市電時代の線路と敷石がそのまま残されていた。